# Platyrileya
Platyrileya is een geslacht van vliesvleugeligen uit de familie Eurytomidae. De wetenschappelijke naam van dit geslacht is voor het eerst geldig gepubliceerd in 1971 door Burks.

## Soorten
Het geslacht Platyrileya is monotypisch en omvat slechts de volgende soort:
- Platyrileya cururipe Burks, 1971